# Kogurjo
Kogurjo (hangul: 고구려, handzsa:  高句麗, RR: Goguryeo; i. e. 37 – i. sz. 668) az úgynevezett három királyság legnagyobb területével rendelkező állama volt a Koreai-félsziget területén, melyet a legenda szerint Ko Dzsumong (Go Jumong) alapított a Tedong (Daedong) folyó völgyében. Történészek szerint valószínűbb, hogy a törzsi állam az i. e. 2. században jött létre.
Fénykorát az 5. században élte, amikor Kvanggetho (Gwanggaeto) és fia Csangszu (Jangsu) csaknem a teljes Mandzsúriát és Belső-Mongólia Autonóm Terület egy részét is meghódították. Legnagyobb kiterjedésekor nyugaton a Liao folyóig, keleten a Tengermelléki határterületig, északon a mandzsúriai Szunghua (Songhua) folyóig, délen a Szobek (Sobaek)- és Csharjong (Charyeong)-hegységig tudhatta magáénak a területeket. A folyamatos háborúk, különösen a 7. században Sillával és a kínaiakkal, valamint a belső viszályok kimerítették Kogurjót (Goguryeót), 668-ban összeomlott, területei egy részét Silla, más részét a kínaiak szerezték meg.
Kultúrájában keveredett a buddhizmus, a konfucianizmus, a sámánizmus és a taoizmus, kínai feljegyzések szerint az itt élők szerettek táncolni és énekelni. Építészeti sajátosságaikat a fennmaradt erődökből és a temetkezési helyekből ismerjük. A sírokat kirabolták, így nem maradt fenn annyi tárgyi lelet, mint Sillából, a kogurjói (goguryeói) falfestmények azonban értékes tanúi a kor életének, szokásainak.
A mai Kína és Észak-Korea területén található Kogurjo (Goguryeo)-kori maradványok egy részét az UNESCO Világörökség-programjába is felvették az ősi Kogurjo (Goguryeo) királyság fővárosai és sírhelyei valamint Kogurjo (Goguryeo)-síremlékek néven.

### Ábrázolása a filmművészetben

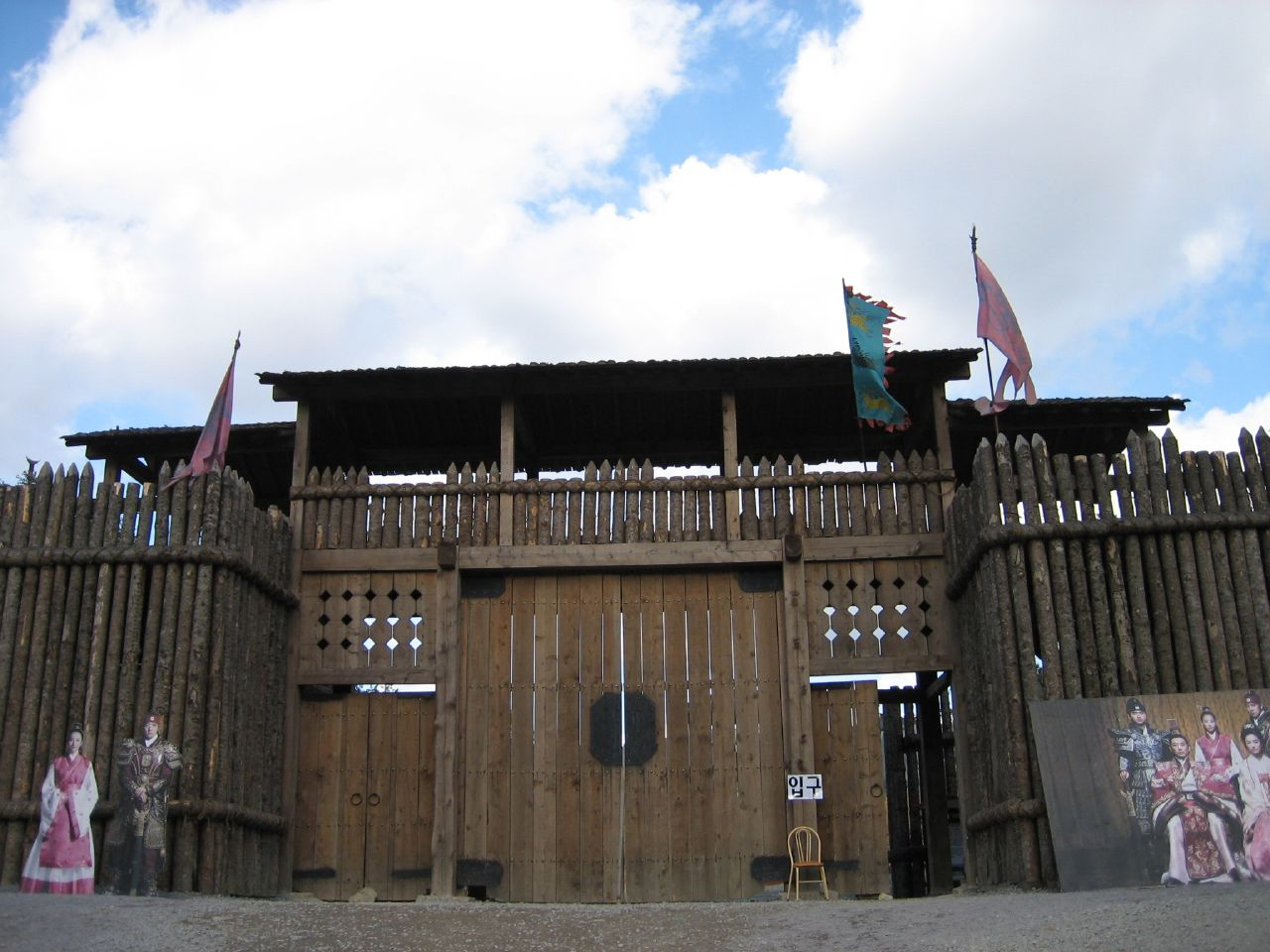
A Csumong (Jumong) számára épített kapudíszlet

## Története

### Alapítása

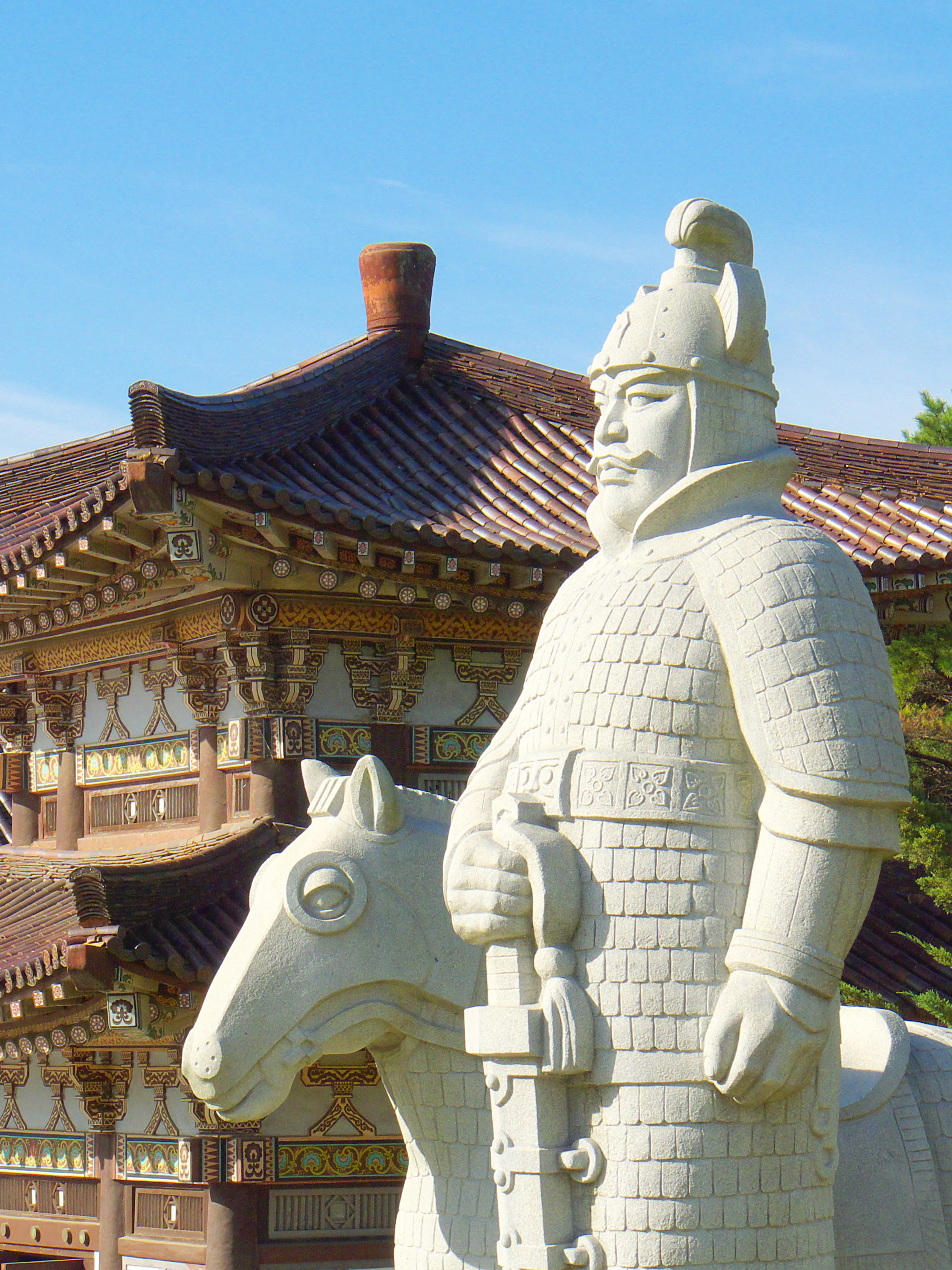
Ko Dzsumong (Go Jumong) fikcionalizált szobra és sírjának rekonstrukciója Észak-Koreában

A legenda szerint a pujói (buyeói) Ko Dzsumong (Go Jumong) alapította Kogurjót (Goguryeót) i. e. 37-ben, azonban kínai feljegyzések szerint i.e. 107-ben már létezett egy ilyen prefektúra a kínai Hszüantu (Xuantu) körzetben (koreaiul Hjondo-kun (Hyeondo-gun), 현도군), a Jalu (Yalu) középső és Tungcsia (佟佳, Tongjia) folyó felső szakaszánál, Mandzsúria területén. Ennek a Kogurjónak (Goguryeónak) a lakosai feltehetően a jemek (예맥, 濊貊, yemaek) nép tagjai voltak, akik i. e. 75-ben sikeresen északabbra űzték a Hszüantu (Xuantu) körzetet és létrehoztak egy konföderációs királyságot, melyek városállamokból (na vagy no) álltak. Ebben az időben öt nagy klán alkotta a konföderációt: Szono-pu (소노부; 消奴部, Sono-bu), Csollo-pu (절노부; 絶奴部, Jeollo-bu), Kjeru-pu (계루부; 桂婁部, Gyeru-bu), Szunno-pu (순노부; 順奴部, Sunno-bu) és Kvanno-pu (관노부; 灌奴部, Gwanno-bu). A Pujóból (Buyeóból) ide vándorolt népcsoport alkotta a Kjeru-pu (Gyeru-bu)t, akik egy idő után átvették a hatalmat az államok fölött. Erre utalhat Ko Dzsumong (Go Jumong) legendája is.
A kiváló lovas és íjász pujóiak (buyeóiak) meghódították és integrálták a városállamokat, erődöket építettek és Csolbon (Jolbon)t tették meg fővárosuknak. I. e. 3-ban Kungneszong (Gungnaeseong)ba költöztették a fővárost, délebbre Csolbon (Jolbon)tól, az 1. század elején pedig már az uralkodójuk a vang (wang), azaz király címet viselte. Kogurjo (Goguryeo) folyamatosan terjeszkedett, hatalmas területeket hódított vissza a kínai államoktól, emiatt folyamatos harcban állt a kínaiakkal. Thedzso (Taejo) király idejében (53–146?) már a ma Oroszországhoz tartozó Tengermelléki határterület és a Tungcsia (Tongjia) folyó felső szakasza Mandzsúriában is a fennhatósága alatt állt, és Okcsót (Okjeót) is meghódította. Ő volt az az uralkodó, aki létrehozta az örökletes királyi címet a kjeru-pu (gyeru-bu)i Ko (Go) klán leszármazottainak, ezért lett a posztumusz neve Thedzso (Taejo), azaz „dinasztia-alapító”.

### Megszilárdulása
Kogukcshon (Gogukcheon) idejében (179–197) megszilárdult az államszervezet, az eredetileg klánközpontokat jelentő területeket tartományokká alakították (pu (bu)) és az égtájakról nevezték el őket. A klánvezetők alkották az új arisztokrata réteget, a testvéri trónöröklést pedig felváltotta az apa-fiú öröklési rendszer. A királyok rendszeresen a Csollo-pu (Jeollo-bu) klánból választottak feleséget, így biztosítva az uralkodóház politikai támogatottságát. Bevezették a csindebop (진대법; 賑貸法, jindaebeop) rendszert, ami lehetővé tette a parasztok számára, hogy a szűkös hónapokban az állami magtárakból kölcsönözzenek gabonát és azt aratás után alacsony kamattal fizessék vissza.
Ahogy az ország megszilárdult, egyre több hadjáratot indítottak a kínaiak ellen. 242-ben Tongcshon (Dongcheon) király (227–248) megtámadta Hszianping (Xianping) megyét, hogy elvágja a Lölang (Lelang) körzethez vezető szárazföldi utat. Vej (Wei), mely a három kínai királyság közül a legközelebb feküdt Kogurjóhoz (Goguryeóhoz), visszavágott és 244-ben elfoglalt egy erődöt közel a kogurjói (goguryeói) fővároshoz. A következő évben a királyt is sikerült megfutamítaniuk. Kínát azonban belharcok szabdalták fel, és ezt kihasználva Kogurjónak (Goguryeónak) 313-ban sikerült kikergetnie a kínaiakat Lölang (Lelang)ból, visszaszerezve Kodzsoszon (Gojoseon) egykori területeit.
A 4. században a megerősödő hszienpej (xianbei) néppel vívott kemény csatákat az ország a Liao folyó medencéjéért, és 342-ben Mu-zsung Huang (Murong Huang), Jen (Yen) királya porig égette a királyi palotát Kungneszong (Gungnaeseong)ban, foglyul ejtette az anyakirálynét és 50 000 helybélit hurcolt el. 371-ben Pekcse (Baekje) királya, Kuncshogo (Gunchogo) kifosztotta Phjongjang (Pyeongyang)ot és megölte Kogugvon (Gogukwon) királyt. Az őt a trónon követő Szoszurim (Sosurim) más politikát folytatott, elfogadta a buddhizmust, akadémiát hozott létre a konfucianizmus tanítására, új jogi alapokra helyezte a közigazgatást a fejlettebb kínai mintát követve, és megreformálta a hadsereget, ezzel megteremtve a későbbi hódításokhoz szükséges állami stabilitást.

### Fénykora
Kogurjo (Goguryeo) az 5. században érte el fénykorát, amikor Kvanggetho (Gwanggaeto) (nevének jelentése: „nagy területfoglaló”) és fia Csangszu (Jangsu) csaknem a teljes Mandzsúriát és Belső-Mongólia Autonóm Terület egy részét is meghódították. Délen a Han folyó medencéjét is megszerezték, szinte leigázva Pekcsét (Baekchét) és Sillát is.

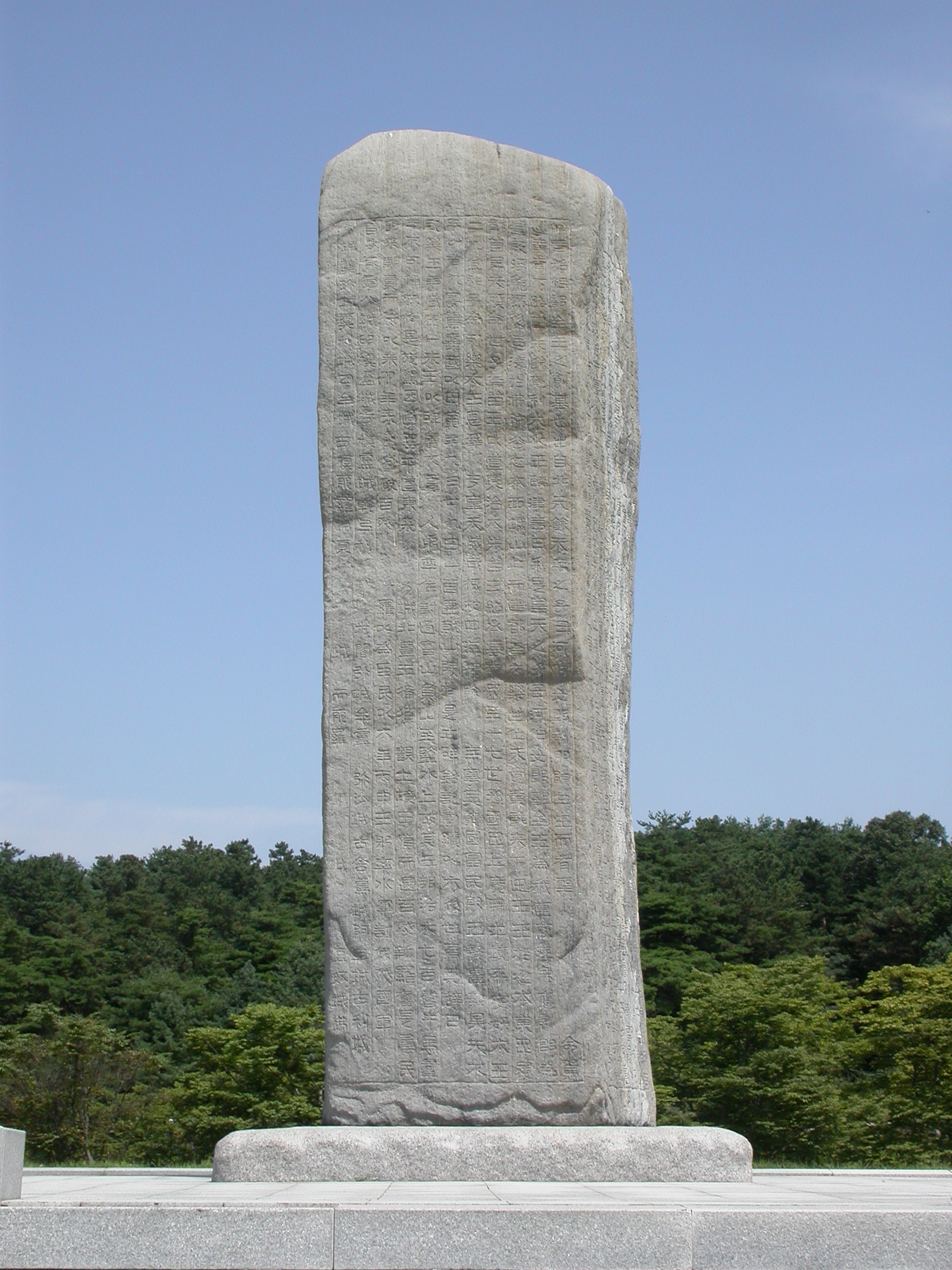
Kvanggetho (Gwanggaeto) sztéléjének másolata Dél-Koreában

A mai Csian (Ji'an) városban található hét méter magas sztéléjének tanúsága szerint Kvanggetho (Gwanggaeto) elfoglalta a stratégiai Liaotung (Liaodong) erődöt 397-ben, majd 406-ra a teljes Liaotung (Liaodong)-területet az uralma alá hajtotta. 398-ban az északkeleti határoknál élő szusen (sushen) népet hódította meg, 396-ban bevette Pekcse (Baekje) fővárosát. 400-ban 50 000 fős sereggel segítette Silla harcát a Pekcse (Baekje), Kaja (Gaya) és a japánok elleni küzdelemben. Élete során 64 erődöt és 1400 falut vett be. Fia, Csangszu (Jangsu) („hosszú életű”) követte a trónon, aki folytatta apja hódításait. A déli és északi dinasztiák idejében míg az északiakkal harcolt, a déliekkel diplomáciai kapcsolatot vett fel. 427-ben a fővárost Phjongjang (Pyeongyang)ba költöztette, a Tedong (Daedong) folyó partjára. A város évszázadok óta fontos központ volt az előző királyságokban, így ez a stratégiai lépés gazdasági és kulturális szempontból is jelentős volt az ország számára.
Pekcse (Baekje) és Silla fenyegetésként élte meg a főváros délebbre költöztetését és a két állam összefogott Kogurjo (Goguryeo) ellen. 472-ben a kínai Vej (Wei)hez fordultak katonai segítségért, azonban három évvel később Kogurjo (Goguryeo) bevette Pekcse (Baekje) fővárosát, Kero (Gaero) királyt lefejezték, és Pekcse (Baekje) kénytelen volt délebbre költöztetni a központját. 494-ben Kogurjo (Goguryeo) magába olvasztotta Pujót (Buyeót) is. Hatalmas területet tudhatott magának ekkor, nyugaton a Liao folyóig, keleten a Tengermelléki határterületig, északon a mandzsúriai Szunghua (Songhua) folyóig, délen a Szobek (Sobaek)- és Csharjong (Charyeong)-hegységig.

### Háborúk Kínával
Kogurjo (Goguryeo) hatalmas birodalommá vált, azonban a 6. század elején Silla elkezdett megerősödni, meglepően gyors ütemben. 532-ben bekebelezték Kumgvan Kaját (Geumgwan Gayát), 551-ben Pekcsével (Baekchével) közösen megtámadták Kogurjo (Goguryeo) Han folyó-menti területeit, majd Silla 553-ban Pekcse (Baekche) zsákmányolt részét is megszerezte: a Han folyó stratégiailag fontos alsó szakaszát, mely utat nyitott a tengerhez és így Kínához.

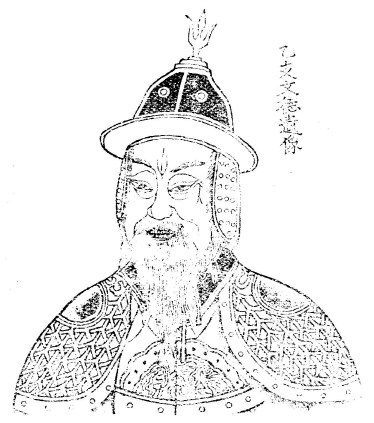
Uldzsi Mundok (Eulji Mundeok)

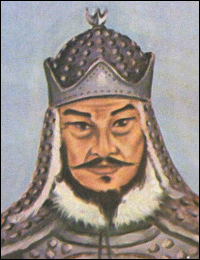
Jon Geszomun (Yeon Gaesomun)

Miközben Silla gyarapodott, Kogurjónak (Goguryeónak) újra szembe kellett néznie a 6. század derekára magára találó kínaiakkal is: a Szuj (Sui)-dinasztia 589-ben újraegyesítette Kínát. 598-ban meg tudták magukat védeni Ven-ti (Wendi) császár 300 000 fős seregével szemben, 612-ben pedig Jang-ti (Yangdi) 1 130 000 fős serege rohanta le az országot. A jóval képzettebb és harcedzettebb kogurjói (gogyryeói) sereg, bár létszámában sokkal kisebb volt, sikeresen visszaverte a támadást. Jang-ti (Yangdi) ezután a főváros bevételével is megpróbálkozott, sikertelenül. A kínai sereget az azóta is az egyik legnagyobb koreai tábornokként számon tartott Uldzsi Mundok (Eulji Mundeok) győzte le. Jang-ti (Yangdi) 613-ban és 614-ben is újra próbálkozott, de ismét sikertelenül. Amikor a Tang-dinasztia hatalomra került, Kogurjo (Goguryeo) védekezésre rendezkedett be, az északnyugati határainál mintegy 480 kilométer hosszan emelt falat.
Közben azonban belső viszályok robbantak ki az országban. 642-ben Jon Geszomun (Yeon Gaesomun) katonai vezető puccsot hajtott végre, megölte Jongnju (Yeongnyu) királyt és Podzsang (Bojang)ot ültette a trónra, a hatalmat azonban maga gyakorolta. Kijátszotta egymás ellen Sillát és Pekcsét (Baekjét), és területeket foglalt vissza Sillától. Silla a Tangokhoz fordult, akik követelték, hogy Kogurjo (Goguryeo) hagyja abba a katonai akcióit, amit Jon (Yeon) elutasított, ezzel magára haragítva Taj-cung (Taizong) császárt. 645-ben a kínai sereg végigsöpört Kogurjo (Goguryeo) északi védvárain, ám az Ansi erődnél vereséget szenvedtek. Az erődöt Jang Mancshun (Yang Manchun) védte embereivel három hónapon át, és a kínaiak végül meghátráltak. 647-ben és 648-ban Taj-cung (Taizong) újra megkísérelt betörni az országba, de ismét visszaverték. A komoly háborúk azonban nem múltak el nyomtalanul, meggyengítették a nemzeti egységet, melyen tovább rontott a Jon Geszomun (Yeon Gaesomun) fiai között kitört vita. Ezek együttesen vezettek Kogurjo (Goguryeo) 668-as bukásához.

### Hanyatlása
Miután Silla Tang segítséggel eltiporta Pekcsét (Baekjét) 660-ban, Kogurjo (Goguryeo) lett a következő célpont. 661-ben több hónapig ostromolták a fővárost, bevenniük azonban nem sikerült. Bár ezt a támadást visszaverték, Kogurjo (Goguryeo) jelentősen meggyengült az évtizedek óta tartó háborúskodás miatt. Ráadásul 666-ban Jon Geszomun (Yeon Gaesomun) meghalt, amit követően a fiai és az öccse között hatalmi harc kezdődött. A legidősebb fiút, Namszeng (Namsaeng)et az öccsei üldözték el, megadta magát a Tangoknak. Jon (Yeon) öccse, Csongtho (Jeongto) Sillának adta meg magát a déli régió több várával egyetemben. A Tangok kihasználták a lehetőséget, Li Csi (Li Ji) seregei visszavették a mandzsúriai területek jó részét és bekerítették a fővárost. 668-ban Podzsang (Bojang)ot és mintegy 200 000 embert Tangba hurcoltak, a Kogurjo (Goguryeo) birodalom szétesett.
Tang elfoglalta a meghódított területeket, nem adva a zsákmányból Sillának. Silla ezért, és mert mindenképp ki akarta szorítani a kínaiakat a félszigetről, támogatta a rövid életű és kis területű Podok (보덕; 報德, Bodeok) állam létrejöttét, melynek királyává Podzsang (Bojang) illegitim fiát, Anszung (Anseung)ot (안승; 安勝) tették meg. Silla katonai támadásokat is indított a korábbi kogurjói (goguryeói) területekért és végül sikerült a déli területeket megszereznie és 676-ban egyesítette a félsziget déli részét az uralma alatt.

## Államszervezet és közigazgatás

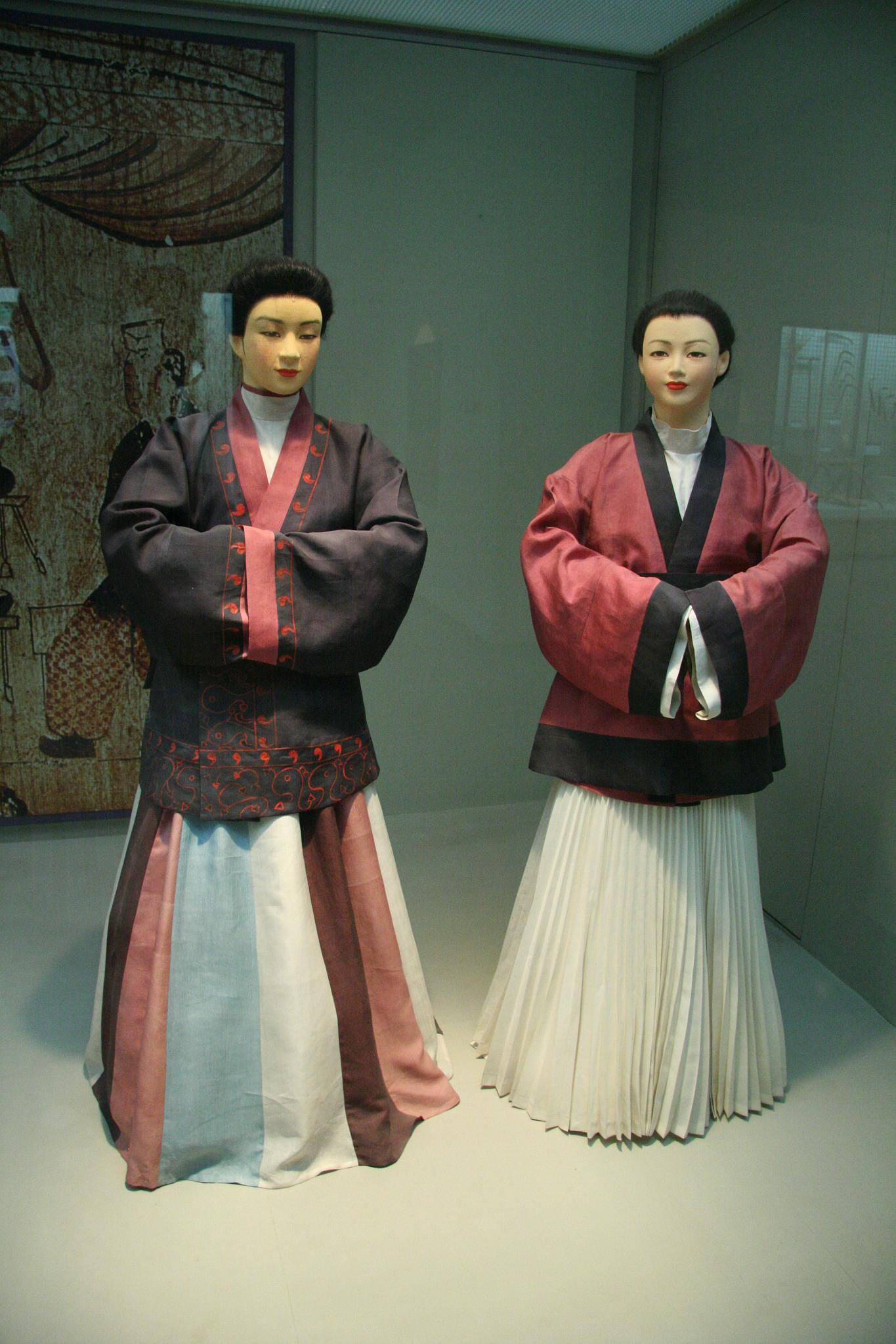
Női hanbok a három királyság korszakából. Kogurjóban (Goguryeóban) is hasonlót viselhettek

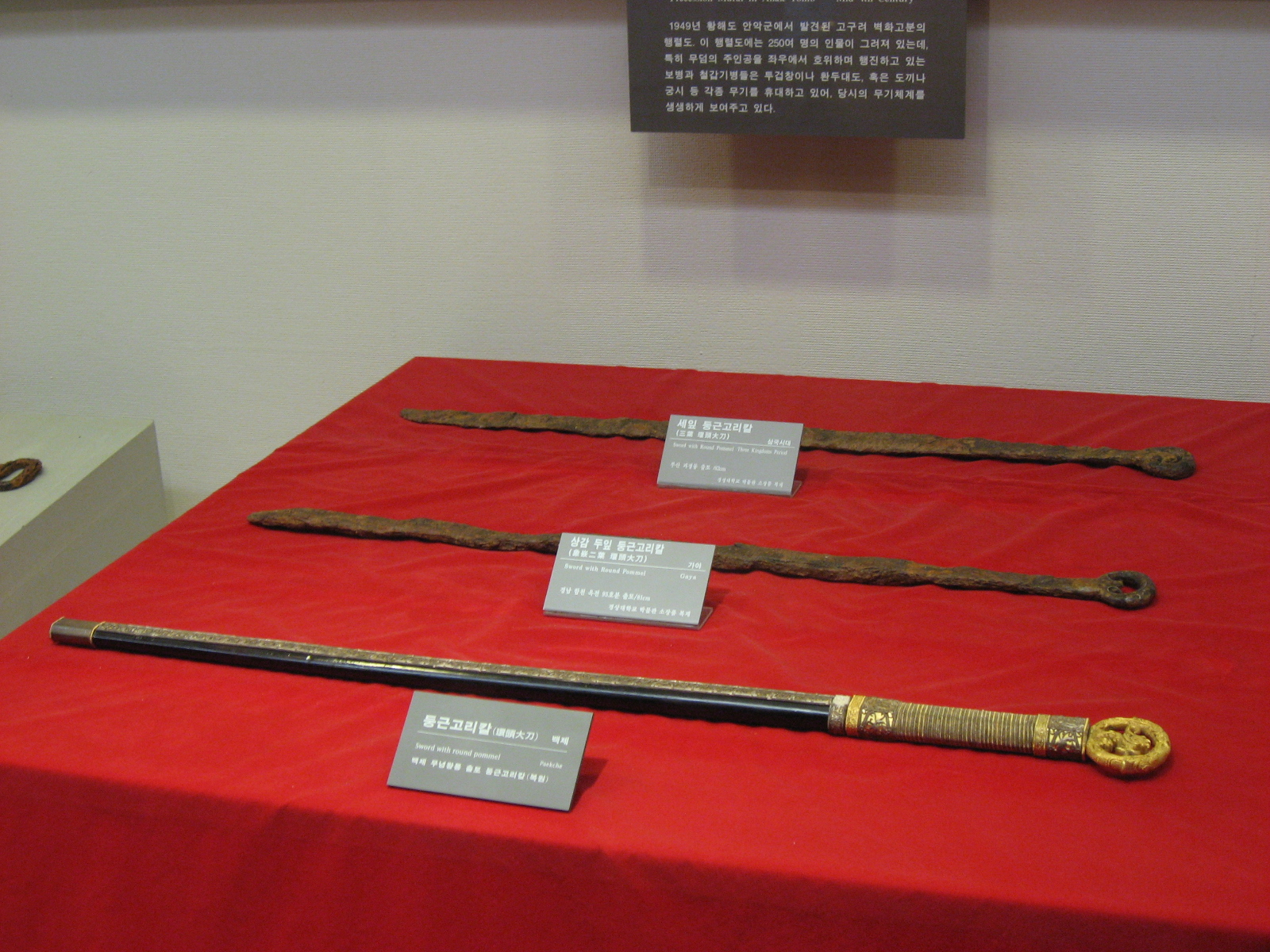
Korabeli koreai kardok

A legmagasabb nemesi cím a kocshuga (고추가, 古雛加, gochuga) volt, mely a kjeru-bu (gyeru-bu)i királyi Ko (Go) klán, a korábbi szono-bu (sono-bu)i királyi klán, valamint a cshollo-bu (cheollo-bu)i Mjongnim (Myeongnim) klán tagjainak járt ki. 12 rendfokozat volt a tisztviselők között, az arisztokrácia legmagasabb elérhető tisztsége a tedero (대대로, 大對盧; „főminiszter”, daedaero) volt. Ezt követte a tega (대가, 大加, daega) és a szoga (소가, 小加, soga), mely rétegek tagjai számára elérhetetlenek voltak a legmagasabb posztok.
A meghódított területek nemeseit, törzsi vezetőit sajátos rendszerben integrálták a központi államszervezetbe, a hjong (형, 兄; „rangidős”, hyeong) és a sza (사, 士; „intéző”, sa) tisztségekkel (például 2. rangfokozatú thedehjong (taedaehyeong), 태대형, 太大兄; 4. rangfokozatú thedeszadzsa (taedaesaja), 태대사자, 太大使者). A királyság későbbi éveiben megjelentek olyan állami pozíciók, mint a katonai ügyintézéssel foglalkozó temodal (대모달, 大模達, daemodal) vagy a thehakpaksza (태학박사, 太學博士; „főtudós”, taehak baksa). A főminiszter posztja először meghatározatlan időtartamú volt, később már három évre tölthette be az, akit megválasztott az arisztokrácia. Legtöbbször azonban a legnagyobb hatalommal bíró nemes erőszakkal foglalta el a posztot, a versengők pedig sokszor akár fegyveres harccal döntötték el, ki ül majd a székbe. Ez ellen a király sem nagyon tudott mit tenni. Az 5. rangfokozat fölötti tisztviselők alkották az államtanácsot.
A korábbi városállamokból fallal körülvett városok lettek, melyek kínai mintára a körzet vagy járás (kun (gun); 군, 郡) központjává váltak. Élükön az állam által leküldött tosza (dosa) (도사, 道士) állt. A járásokat öt nagyobb egységbe csoportosították, ezek neve pu (bu) (부, 部) volt, ami tartománynak vagy prefektúrának felel meg. Ezek élére a jokszal (yoksal) (욕살, 褥薩) került. A fővárosokat szintén öt pu (bu)ra osztották, amit kerületnek lehetne ma nevezni. A falvak élére helyi vezetőt neveztek ki, aki csupán helyi tisztséget kaphatott, a központi kormányzatba nem tudott fentebb lépni. Alattuk voltak a szabad parasztok, akik terményadót fizettek és robotra is elvitték őket. Rajtuk kívül voltak még a kitaszítottak, akik külön falvakban éltek, valamint a legalsó réteg, a rabszolgák.
A katonai berendezkedésről kevés leírás maradt fenn. Úgy tűnik, hogy minden férfinak kötelező volt a katonai szolgálat, a főváros mind az öt kerületében állomásoztak egységek, körülbelül 12 500 fő, valamint az öt tartomány mindegyikében voltak kihelyezett zászlóaljak, számuk a 21 000 és a 36 000 között váltakozott és a kormányzók vezették őket. A harcban a későbbi koreai királyságoktól eltérő módon a királyok is személyesen részt vettek. Akárcsak Sillában a hvarangok (hwarangok) (화랑, 花郞) csapata, Kogurjóban (Goguryeóban) is létezett olyan fiatalokból álló alakulat, amelyet erkölcsi és katonai oktatásban részesítettek, az elnevezésük szonbi (seonbi) (선비) volt.

## Gazdasága

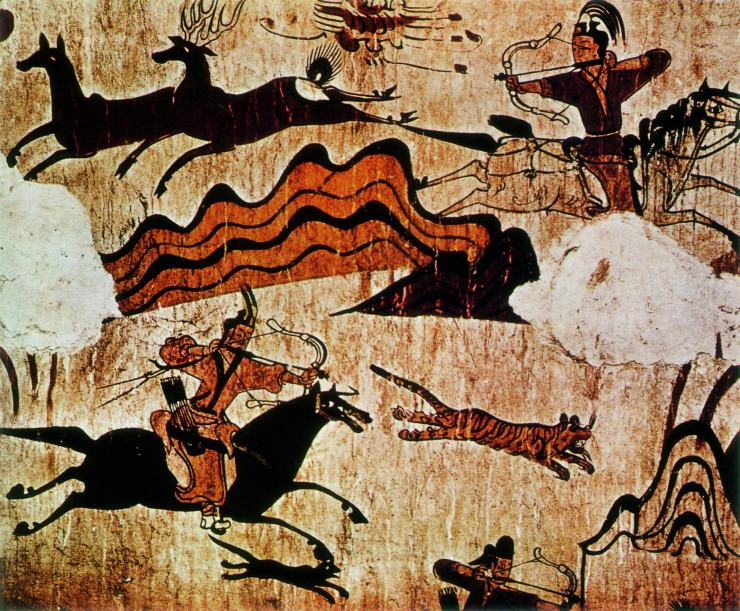
Vadászok, kogurjói (goguryói) falfestmény

Az állam elhelyezkedése miatt (hegyvidék, keskeny síkságokkal) eleinte nem nagyon tudott önellátó gazdaságot fenntartani, folytonos háborúkra, hódításokra kényszerült, hogy a meghódított területek terményadóiból lássa el a népét. Később a vadászat és a halászat helyett a mezőgazdaság került előtérbe, rizst, kölest, tarka cirokot, Ázsiában honos babfajokat és szójababot, ginzenget, szezámmagot, kendert termesztettek, és állatokat is tenyésztettek. Folyt a selyemkészítés, és a bőrárukkal való kereskedés is. Az emberek többféle adót fizettek, volt fejadó és háztartásonként fizetendő adó, valamint kötelező robot és katonai szolgálat. A nomád törzseket, akik vándoroltak, másképp adóztatták: tízfős csoportokban voltak kötelesek adót fizetni. A háztartásokra kiszabott adót annak megfelelően állapították meg, hogy mennyire fizetőképesek az ott lakók.
A kínaiakkal külkereskedelmet is folytatott Kogurjo (Goguryeo), feljegyzések és régészeti leletek alapján szinte bizonyos, hogy gazdag kereskedőréteg létezett. Az ország déli és nyugati partvidékei és a folyók mentén folyt a kereskedelem, előbb szabadon, majd meghatározott erődökben. Találtak például kínai porcelánt és feljegyzéseket nyestszőrme-kereskedelemről. A Tang-dinasztia hatalomra kerülése után a hivatalos kereskedelmet Kínával megszakították, de a feketekereskedelem továbbra is létezett.

## Kultúrája

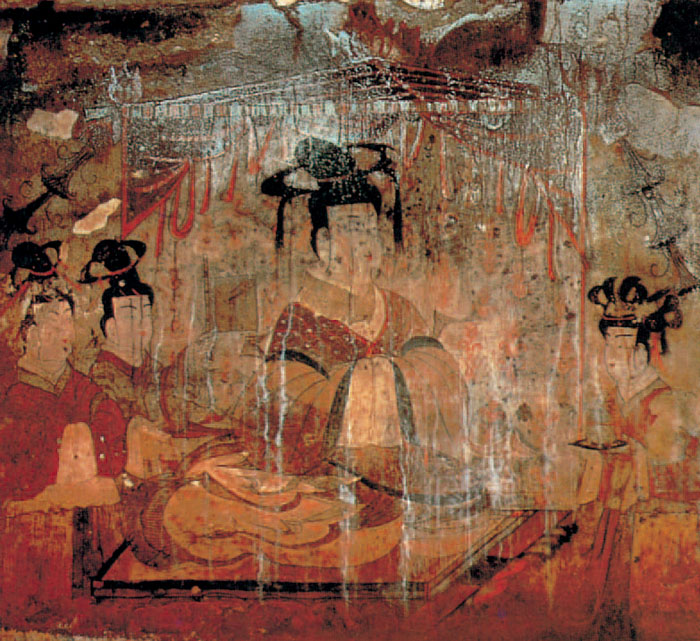
Kogurjói (Goguryeói) asszony; falfestmény

A nép a 10. holdhónapban hálaadási ünnepséget rendezett Ko Dzsumong (Go Jumong) emlékezetére. A kultúrájuk erőteljesen matriarchális volt, például a házasságot követően a férj a felesége szülőházában élt az úgynevezett szook (서옥, 壻屋, seook) épületben („vőszoba”) a feleségével, egészen addig, amíg a gyermekeik el nem értek egy bizonyos kort, csak ekkor kapott engedélyt arra, hogy a saját klánjához költöztesse a családját.

### Vallás

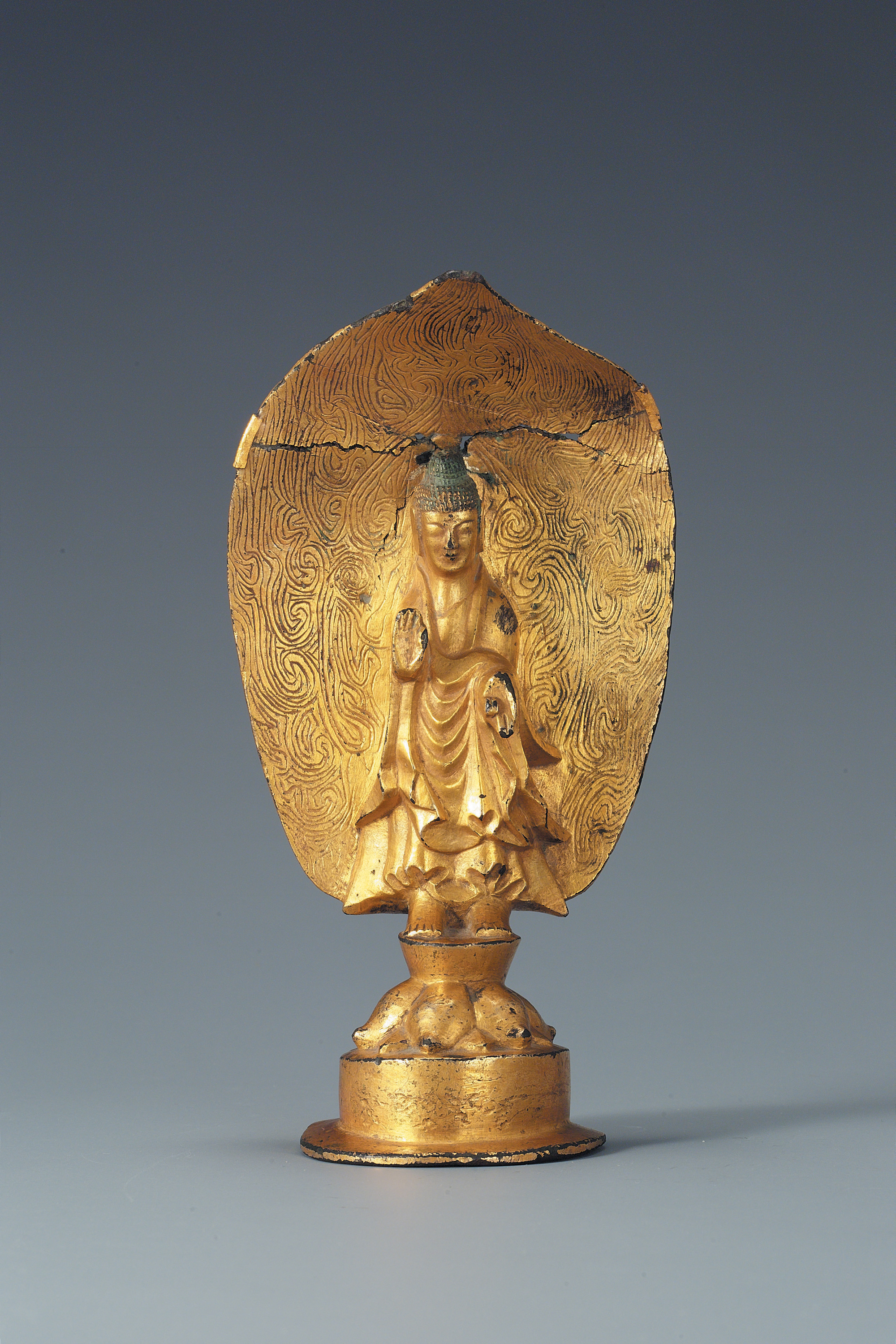
Aranyozott bronz álló buddhaszobor „Jonga (Yeonga) 7. évében” felirattal, 119. dél-koreai nemzeti kincs, 539-ből

Amikor i. e. 108-ban létrejött a négy kormányzóság a Koreai-félszigeten, a kínai konfucianizmus tanításai is terjedni kezdtek. A három koreai királyság a társadalmi hierarchia megerősítésére vették át ezt a filozófiai eszmerendszert. 372-ben Kogurjóban (Goguryeóban) létrejött a Thehak (Taehak) akadémia, melyben kínai mintára konfuciánus filozófiát, írást, kínai irodalmat (Négy könyv és öt klasszikus) és hadtudományokat tanítottak. A Han-dinasztia bukásával a konfuciánus tanítások is halványodni kezdtek Kínában, a Tang-dinasztia (618–907) a taoizmust preferálta. A Tangokkal kapcsolatba került koreaiak is átvették a taoizmust, Kogurjo (Goguryeo) 643-ban. Míg a konfucianizmus az erkölcsi alapokat szolgáltatta, a taoizmus a vallás alapjait jelentette a koreaiak számára.
Mindezek mellett azonban a buddhizmus is utat talált a félszigetre, Kogurjóba (Goguryóba) 372-ben egy kínai buddhista szerzetes hozott be szútrákat és Buddhát ábrázoló képeket. Az uralkodó réteg lelkesedéssel fogadta az új vallást, mert az segített megerősíteni a hierarchiát, és legitimalizálni az uralkodó hatalmát a nép fölött, ugyanis a nép már nemigen hitt az államalapító legendákban, amelyek szerint a király természetfeletti erőkkel rendelkező isteni hősök leszármazottja. Kogurjóban (Goguryeóban) a legnépszerűbb az úgynevezett Nirvána-iskola (jolban (yeolban)) volt.

### Nyelv
Akárcsak a koreai nyelv esetében, a kogurjo (goguryeo) nyelv eredetéről is számos elmélet létezik, egységes álláspont nincs. Mivel a nyelv kihalt, és a fennmaradt szövegrészletek kínai írással íródtak, a kogurjo (goguryeo) nyelv szókincsének, hangtanának helyreállítása, feltérképezése sok akadályba ütközik. A fennmaradt nyelvemlékek alapján feltételezhető, hogy rokonságban állt a Silla nyelvvel és nagyon hasonlónak mutatkozik a pekcse (baekje) nyelvhez is, egyes kutatók feltételezése szerint talán az ókoreai nyelv dialektusai lehettek ezek a nyelvek, de erre sincs kétséget kizáró bizonyíték. Alekszandr Vovin azt az elméletet támogatja, amely szerint a kogurjo (goguryeo) és a pekcse (baekje) nyelv nagyon közel állt egymáshoz és a silla nyelvhez is, és bennszülött koreai nyelveknek tartja ezeket, míg például Christopher I. Beckwith szerint a kogurjo (goguryeo) nyelv az ójapán nyelv rokona. Juha Janhunen finn nyelvész más tudósok által sokkal kevésbé elfogadott elmélete szerint a kogurjo (goguryeo) nyelv a mandzsu-tunguz nyelvekhez tartozik és Kogurjo (Goguryeo) népességének egy részét tunguzok alkották.

### Irodalom és zene

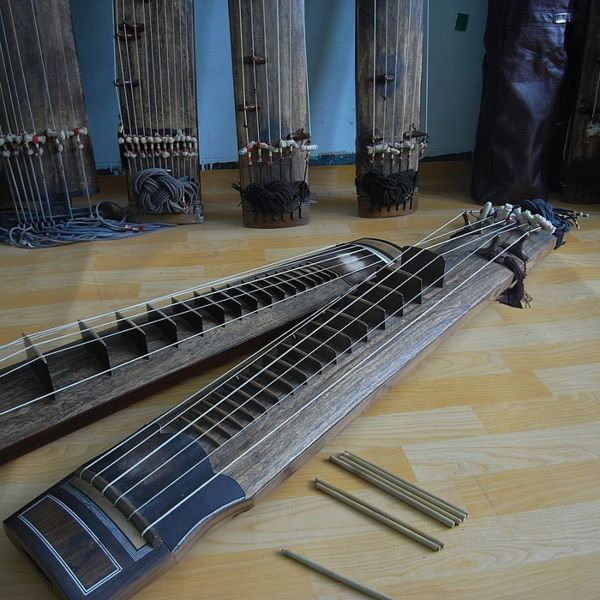
Hathúros komungo (geomungo)

### Művészetek

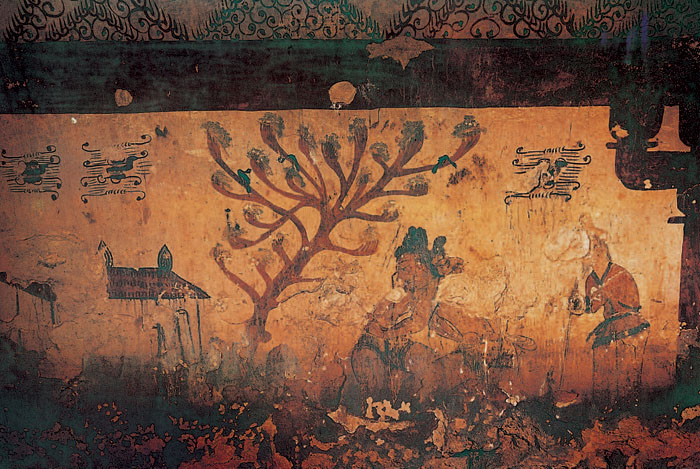
A ssirum (ssireum) ábrázolása a falfestményen

azúrsárkány
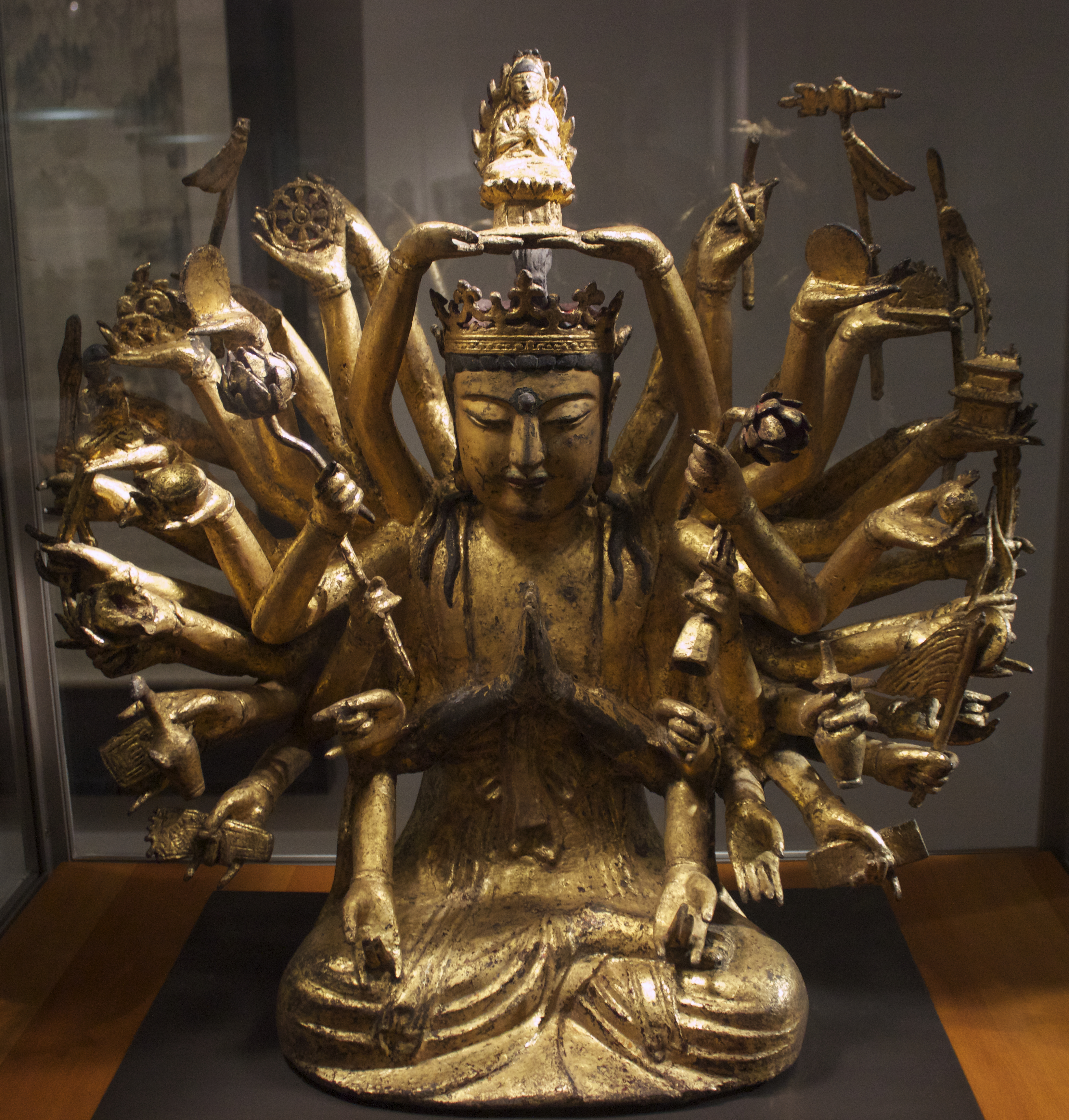
ülő bodhiszattva
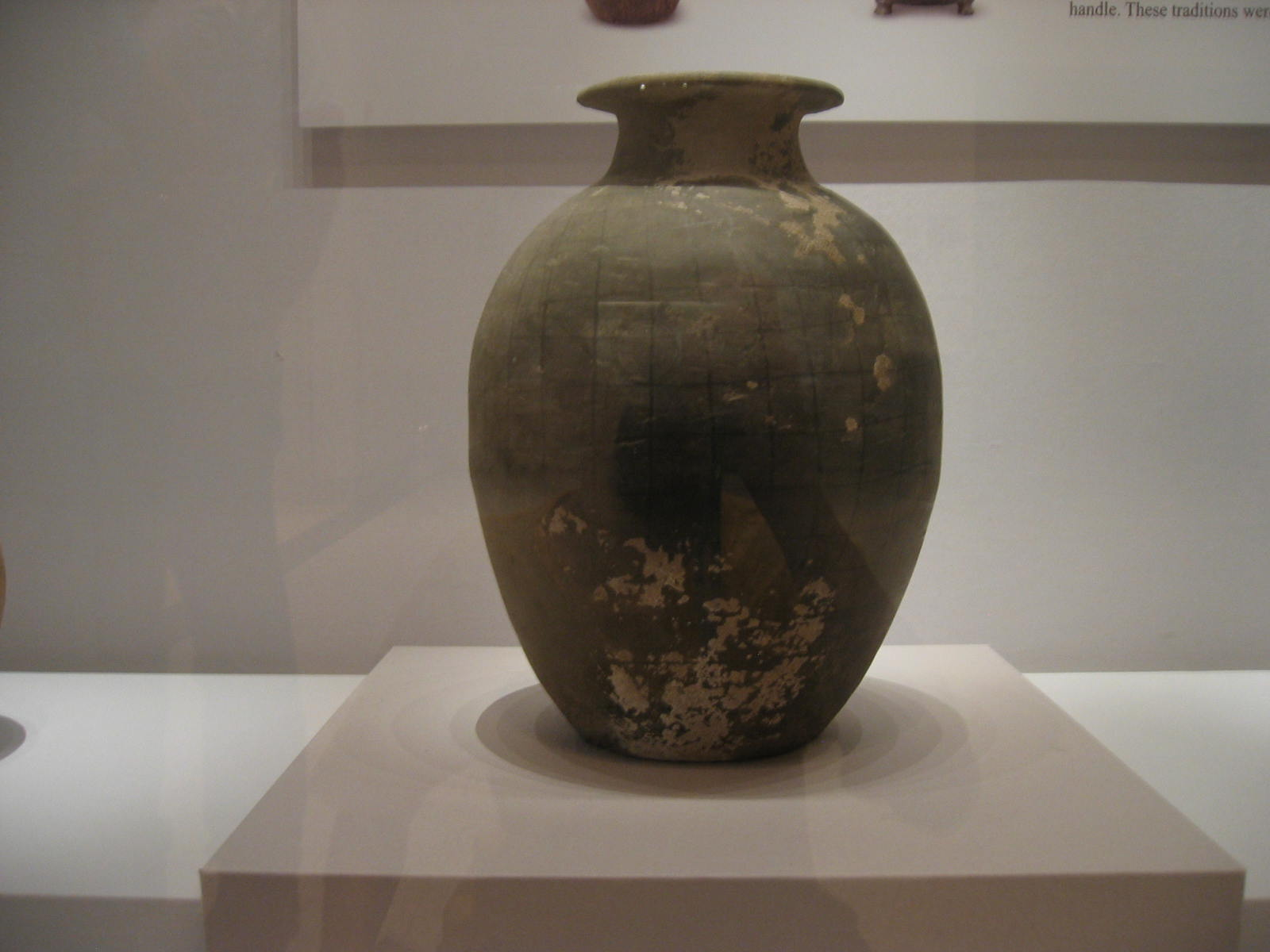
korsó

### Építészet

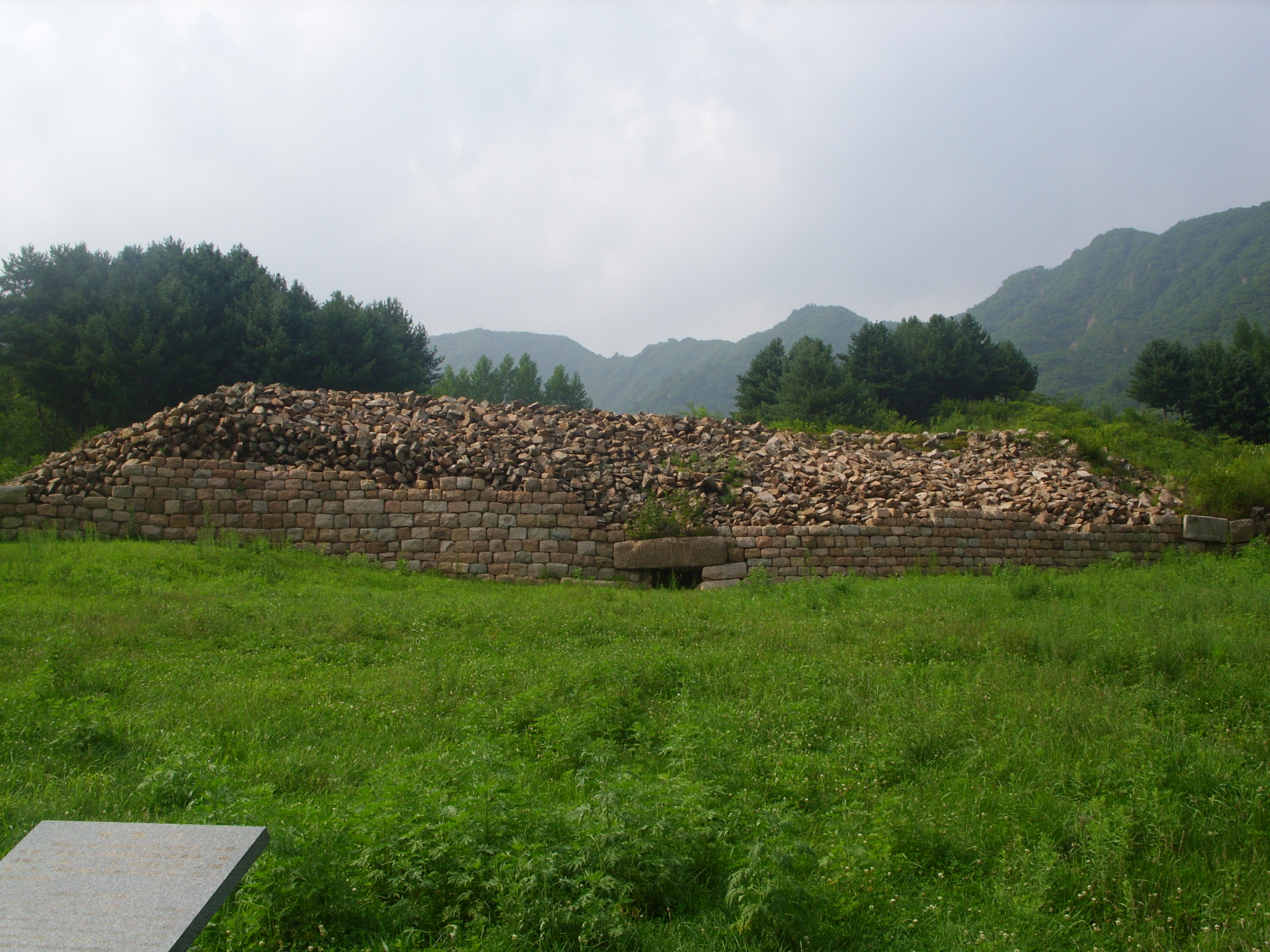
Az erőd maradványai Kína Csilin (Jilin) tartományában

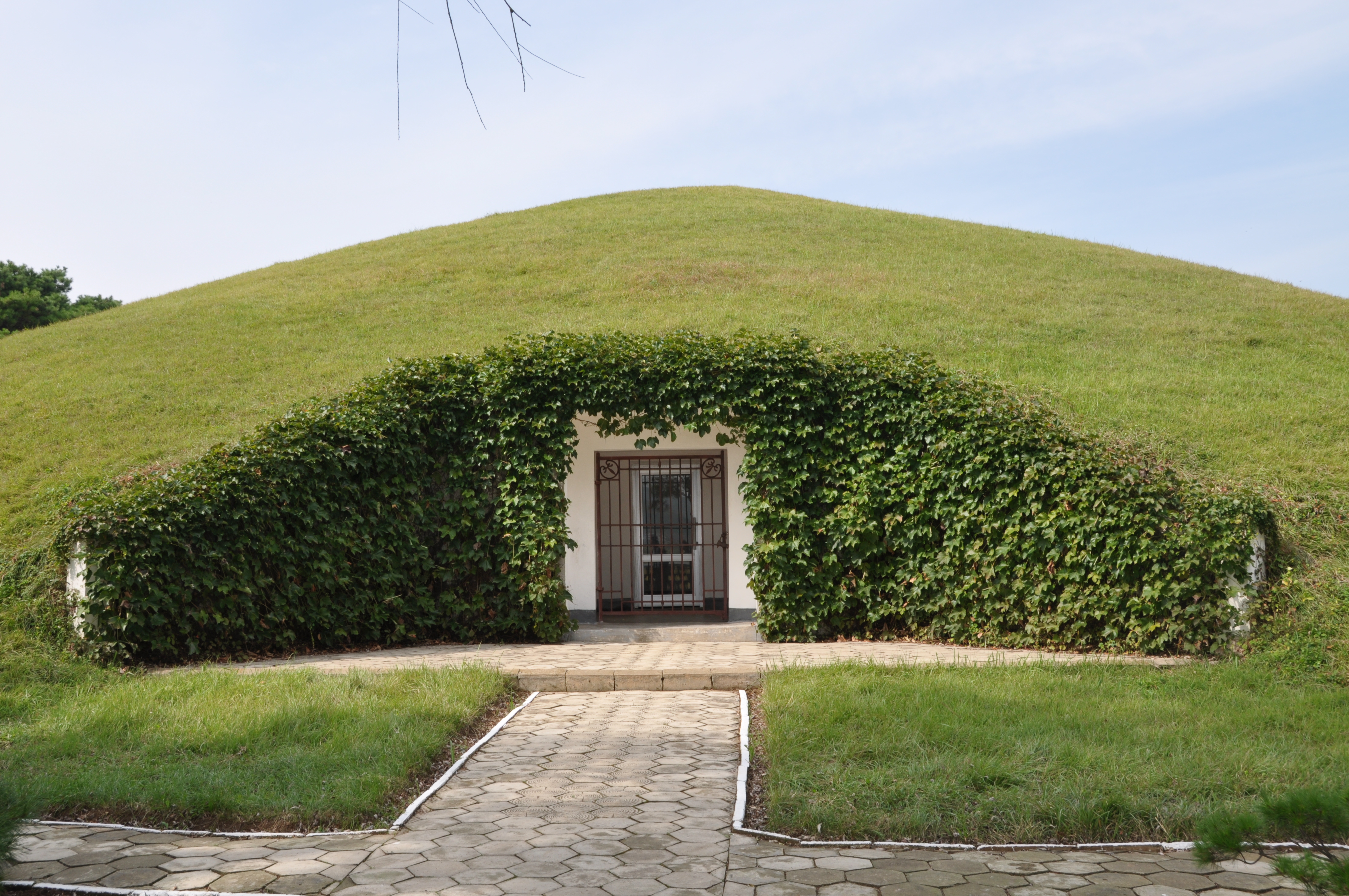
kogurjói (goguryeói) sír Észak-Koreában
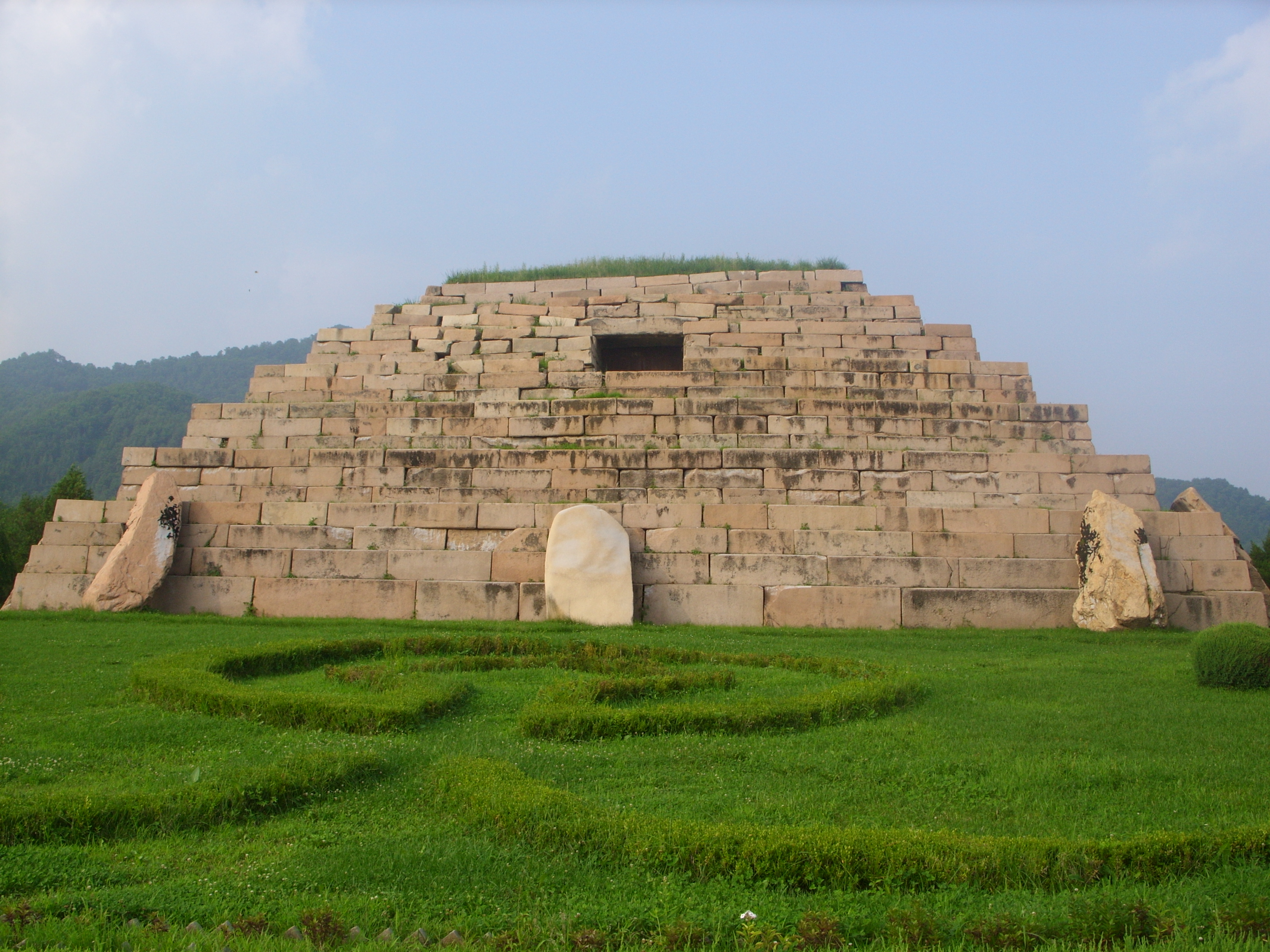
A tábornok sírja, Csilin (Jilin), Kína

## Emlékezete

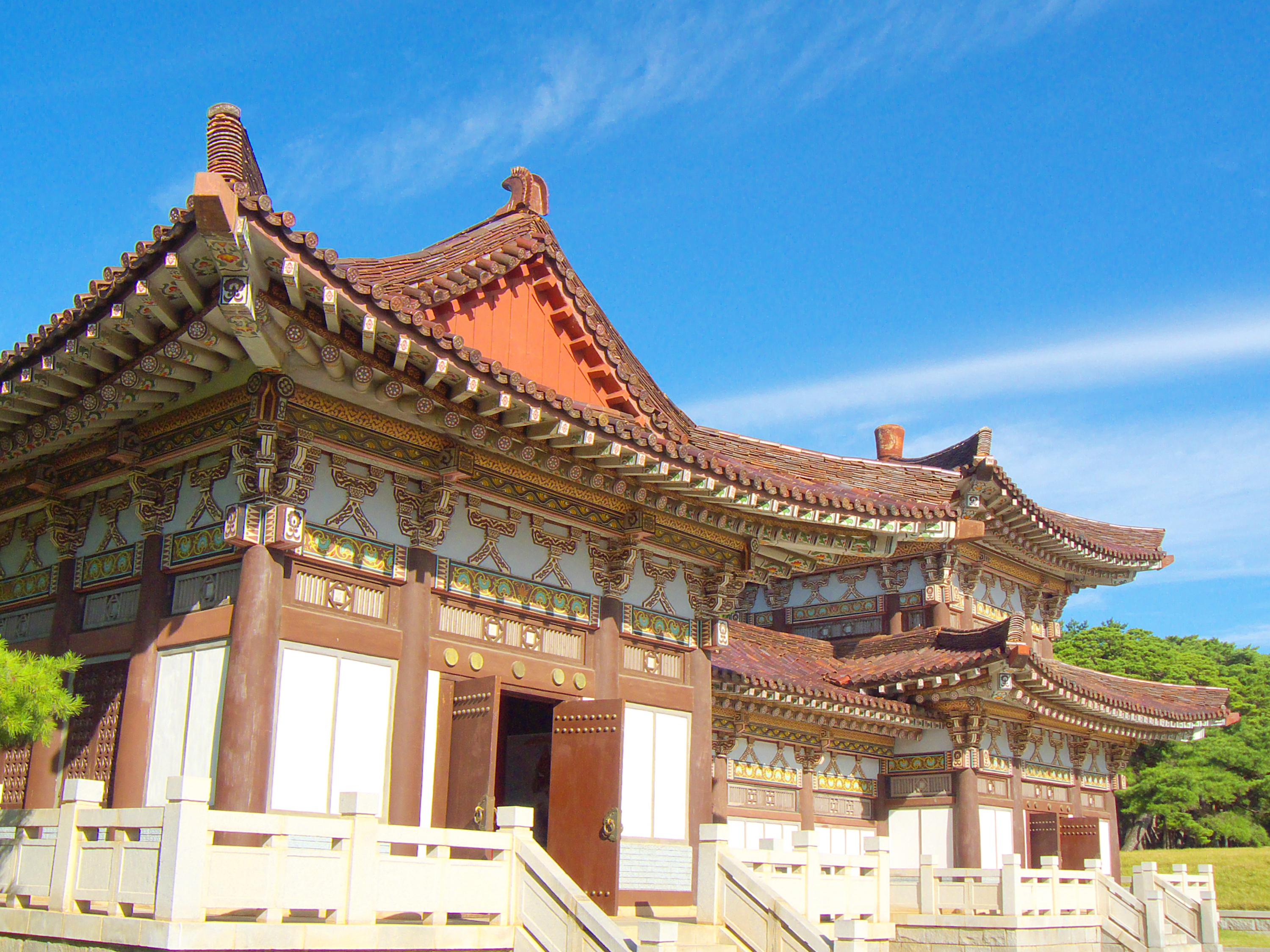
Dzsumong (Jumong) rekonstruált síremléke Phenjan (Pyongyang)ban